# Caldicot Castle
Caldicot Castle (walisisk: Castell Cil-y-coed) er en stor borg fra middelalderen, der ligger i byen Caldicot, Monmouthshire i det sydøstlige Wales. Den er opført af jarlerne af Hereford nær det sted, hvor Harold Godwinson havde en borg, fra omkring år 1100.
Borgen var ejet af Thomas of Woodstock, søn af kong Edvard 3. af England indtil hans død i 1391, hvorefter den overgik til kronen.
Borgen blev listed building d. 10. juni 1953.